# Tibetsnöhöna
Tibetsnöhöna (Tetraogallus tibetanus) är en bergslevande asiatisk fågel i familjen fasanfåglar inom ordningen hönsfåglar.

## Utseende
Tibetsnöhöna är en stor och kraftig hönsfågel, men med sin kroppslängd på 51 centimeter tydligt mindre än himalayasnöhöna (T. himalayensis) som den delvis delar utbredningsområde med. Den kännetecknas av vita örontäckare och strupe, svart band på bröstet och vit buk med svarta flankstreck. I flykten syns förhållandevis lite vitt på handpennorna, men desto mer på armpennorna (omvänt hos himalayasnöhönan). Övergumpen är vidare kastanjefärgad, ej grå.

## Läten
Tibetsnöhöna är en ljudlig fågel. Bland lätena hörs ett accelererande bubblande ljud, en vissling och ett storspovslikt "cur lee".

## Utbredning och systematik
Tibetsnöhöna delas numera vanligtvis in i sex underarter med följande utbredning:
- Tetraogallus tibetanus tschimensis – Kunlun- och Altun Shan-bergen i norra Tibet och nordvästra Kina
- Tetraogallus tibetanus tibetanus – östra Afghanistan till västra tibetanska platån och norra Indien
- Tetraogallus tibetanus aquilonifer – norra Nepal till norra Bhutan, nordöstra Indien och sydvästra Kina
- Tetraogallus tibetanus yunnanensis – norra Yunnan i sydcentrala Kina
- Tetraogallus tibetanus henrici – östra Tibet och västra Sichuan i centrala Kina
- Tetraogallus tibetanus przewalskii – Qinghai, norra Sichuan och västra Gansu i nordcentrala China.

Underarten tschimensis inkluderas ibland i nominatformen och yunnanensis i aquilonifer.

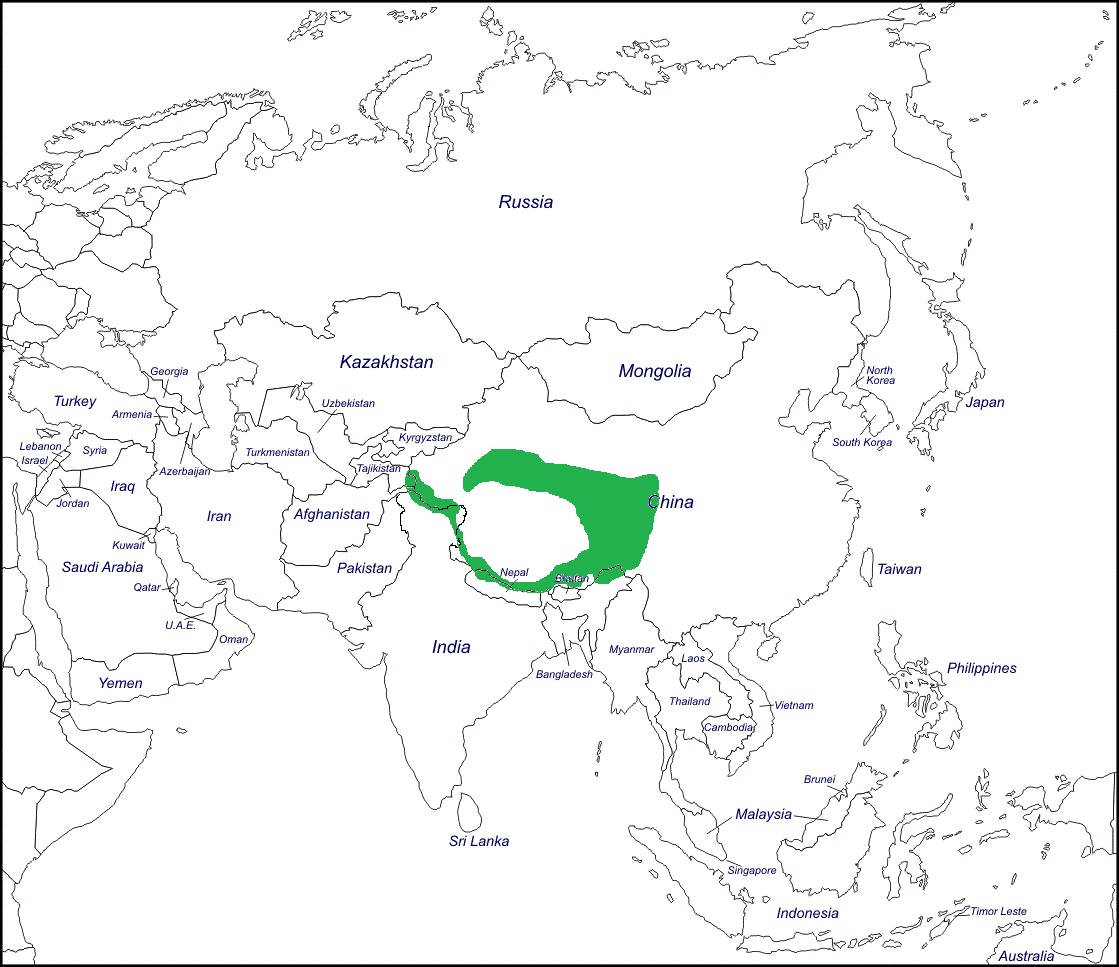
Utbredningsområdet för tibetsnöhönan.

## Levnadssätt
Tibetsnöhöna förekommer i högt belägna steniga och klippiga sluttningar samt på alpängar. Den födosöker aktivt på marken i par eller småflockar, på jakt efter skott och rötter. När den störs springer den uppför eller flyger iväg långt nerför. Fågeln häckar på marken.

## Status och hot
Arten har ett stort utbredningsområde och en stor population med stabil utveckling och tros inte vara utsatt för något substantiellt hot. Utifrån dessa kriterier kategoriserar internationella naturvårdsunionen IUCN arten som livskraftig (LC).

## Taxonomi och namn
Tibetsnöhönan beskrevs vetenskapligt 1854 av John Gould. Den har på svenska även kallats ’'tibetansk snöhöna.

## Bilder

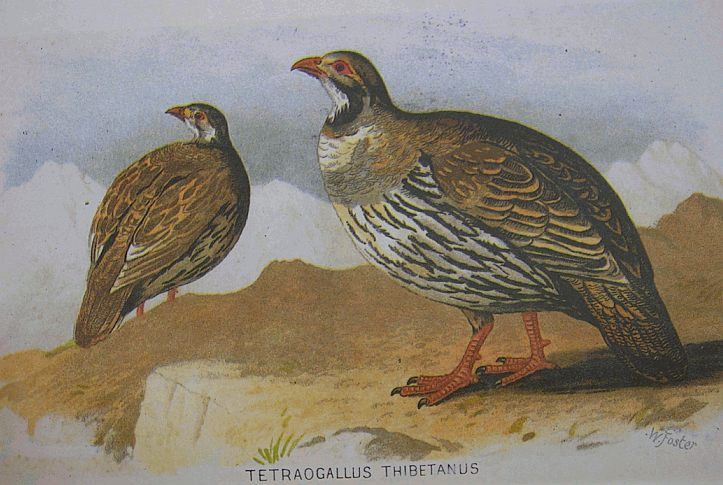
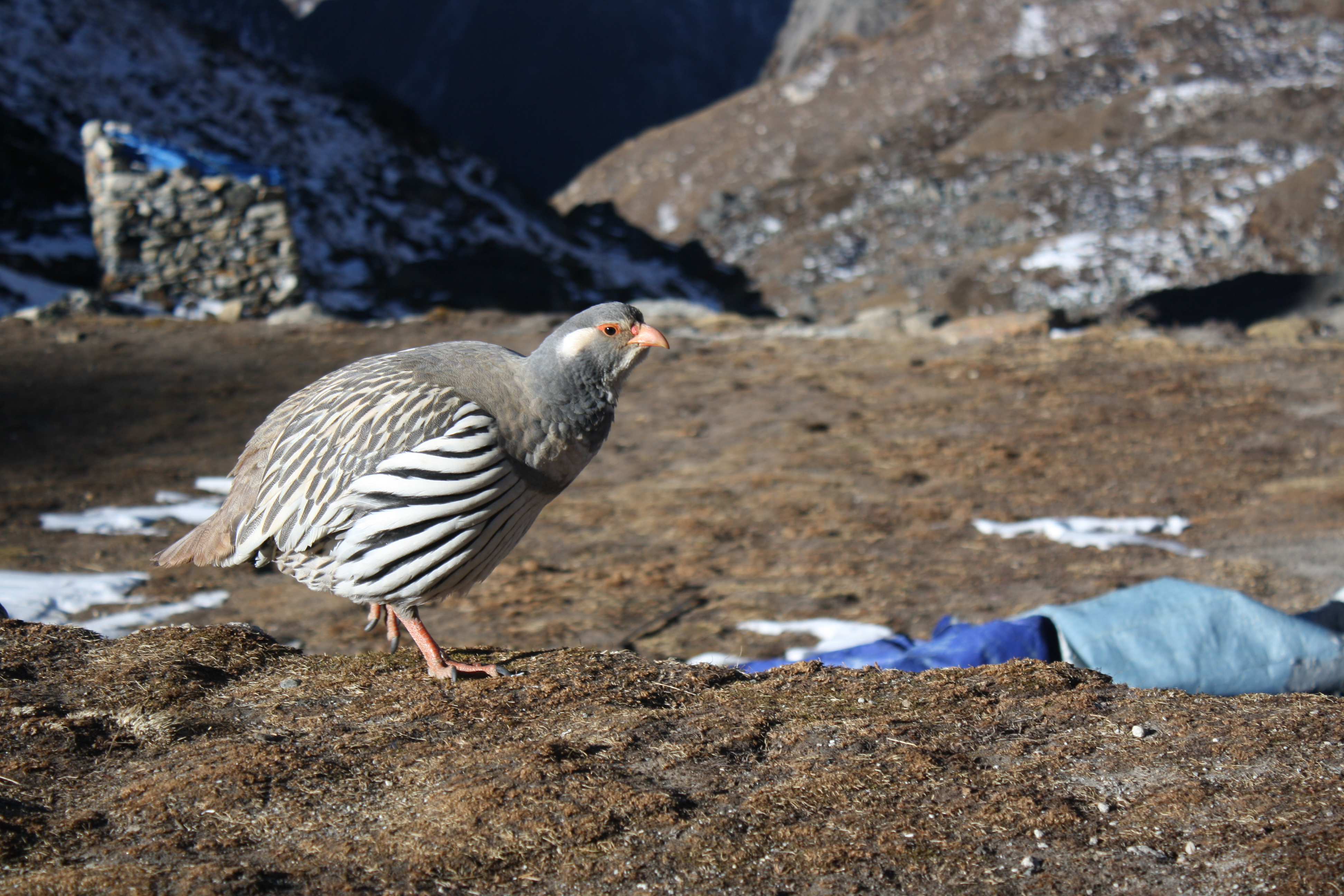
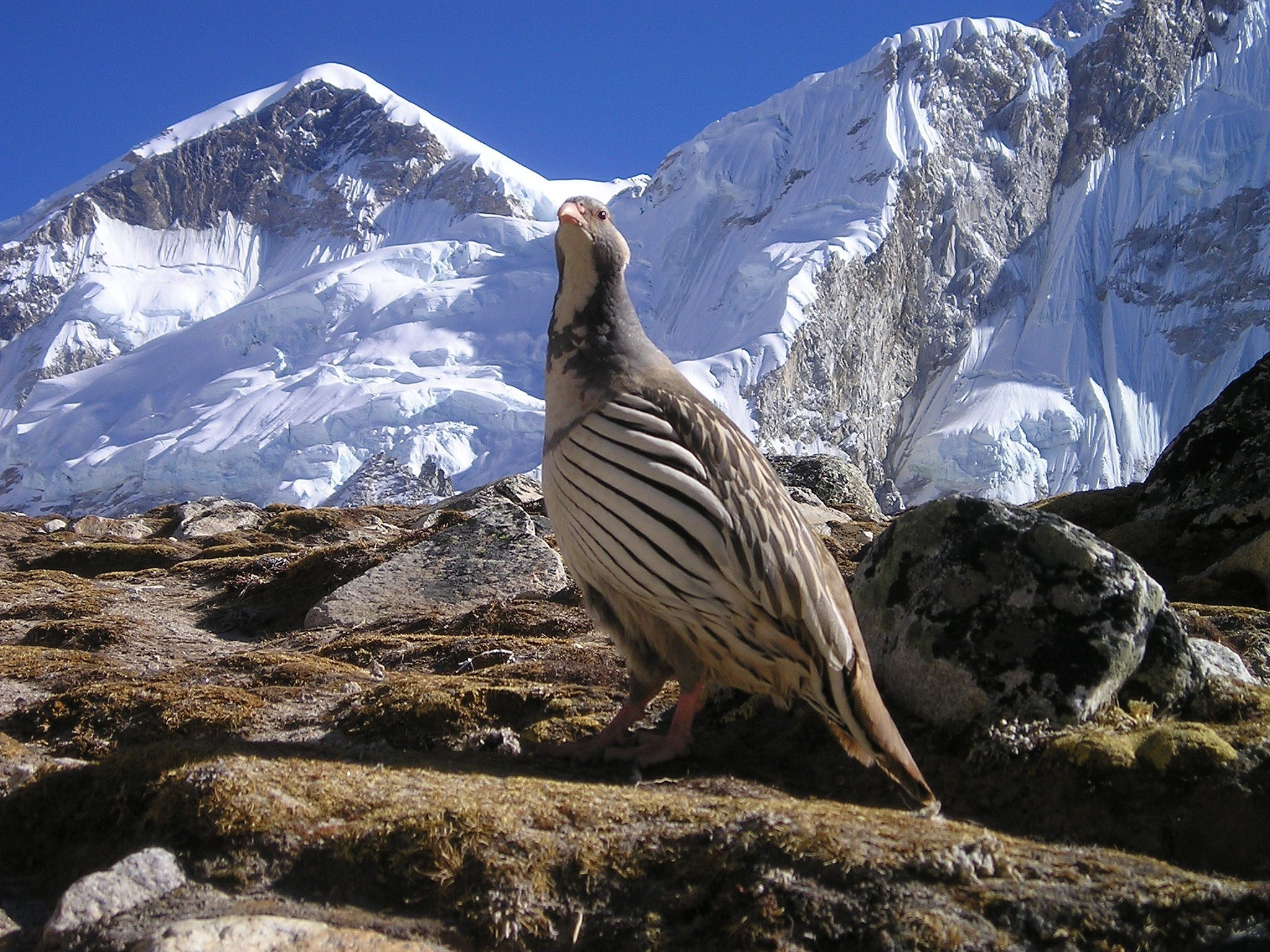
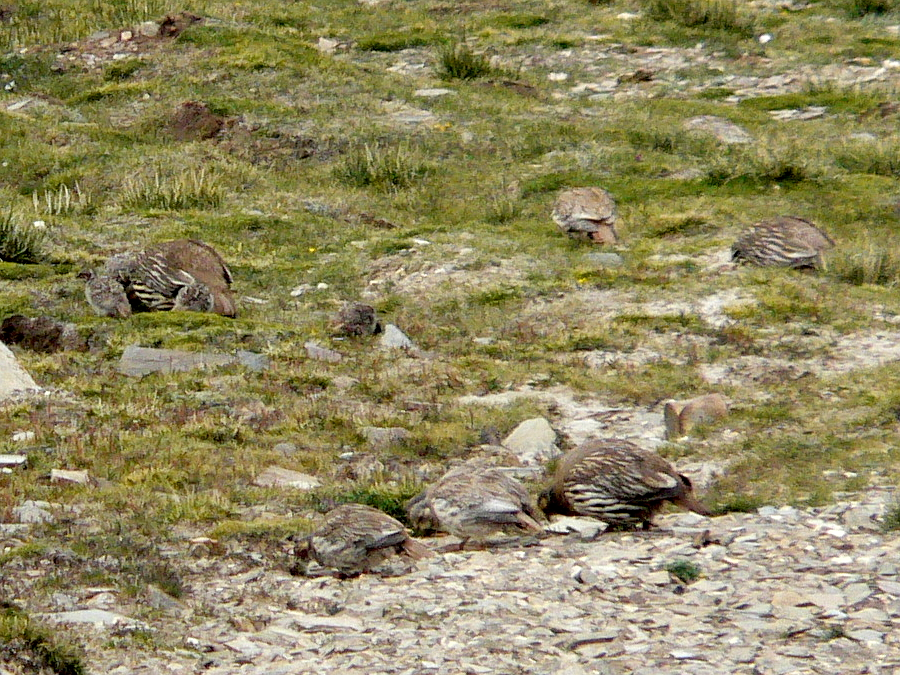